# Női 4 × 100 méteres váltófutás a 2020. évi nyári olimpiai játékokon
A 2020. évi nyári olimpiai játékokon az atlétika női 4 × 100 méteres váltófutás versenyszámát 2021. augusztus 5–6. között rendezték a tokiói olimpiai stadionban. Az aranyérmet a jamaicai csapat nyerte.

## Rekordok
A versenyt megelőzően a következő rekordok voltak érvényben:
| Világrekord     | Egyesült Államok (USA) · Tianna Madison, Allyson Felix, Bianca Knight, Carmelita Jeter | 40,82 | London, Egyesült Királyság | 2012. augusztus 10. |
| Olimpiai rekord | Egyesült Államok (USA) · Tianna Madison, Allyson Felix, Bianca Knight, Carmelita Jeter | 40,82 | London, Egyesült Királyság | 2012. augusztus 10. |

## Eredmények
Az időeredmények másodpercben értendők. A rövidítések jelentése a következő:
| - WR: világrekord - WL: a szezon legjobb ideje a világon - OR: olimpiai rekord - AR: kontinens rekord - NR: országos rekord | - PB: egyéni legjobb eredménye - SB: 2021-ben az addigi legjobb eredménye - DNS: nem indult a futamon - DNF: nem ért célba |

### Előfutamok
Minden előfutam első három helyezettje automatikusan a döntőbe jutott. Az összesített eredmények alapján további két csapat jutott a döntőbe.
1. előfutam
| H  | Pálya | Nemzet                 | Versenyzők                                                           | Reakcióidő | E     | Mj    |
| -- | ----- | ---------------------- | -------------------------------------------------------------------- | ---------- | ----- | ----- |
| 1. | 5     | Nagy-Britannia (GBR)   | Asha Philip, Imani-Lara Lansiquot, Dina Asher-Smith, Daryll Neita    | 0,132      | 41,55 | NR, Q |
| 2. | 4     | Egyesült Államok (USA) | Javianne Oliver, Teahna Daniels, English Gardner, Aleia Hobbs        | 0,140      | 41,90 | SB, Q |
| 3. | 6     | Jamaica (JAM)          | Briana Williams, Natasha Morrison, Remona Burchell, Shericka Jackson | 0,180      | 42,15 | SB, Q |
| 4. | 3     | Franciaország (FRA)    | Carolle Zahi, Orlann Ombissa-Dzangue, Gémima Joseph, Cynthia Leduc   | 0,156      | 42,68 | SB, q |
| 5. | 2     | Hollandia (NED)        | Nadine Visser, Dafne Schippers, Marije van Hunenstijn, Naomi Sedney  | 0,151      | 42,81 | SB, q |
| 6. | 9     | Olaszország (ITA)      | Irene Siragusa, Gloria Hooper, Anna Bongiorni, Vittoria Fontana      | 0,143      | 42,84 | NR    |
| 7. | 8     | Japán (JPN)            | Aojama Hanae, Kodama Mei, Szaitó Ami, Curuta Remi                    | 0,145      | 43,44 | SB    |
| 8. | 7     | Ecuador (ECU)          | Marizol Landázuri, Anahí Suárez, Yuliana Angulo, Ángela Tenorio      | 0,141      | 43,69 | NR    |

2. előfutam
| Rank | Lane | Nation                   | Competitors | Reaction | Time  | Notes |
| ---- | ---- | ------------------------ | --- | -------- | ----- | ----- |
| 1.   | 7    | Németország (GER)        | Rebekka Haase, Alexandra Burghardt, Tatjana Pinto, Gina Lückenkemper                                               | 0,216    | 42,00 | SB, Q |
| 2.   | 6    | Svájc (SUI)              | Riccarda Dietsche, Ajla Del Ponte, Mujinga Kambundji, Salomé Kora                                                  | 0,166    | 42,05 | NR, Q |
| 3.   | 3    | Kína (CHN)               | Liang Hsziao-csing (Liang Xiaojing), Go Man-csi (Ge Manqi), Huang Kuj-fen (Huang Guifen), Vej Jung-li (Wei Yongli) | 0,137    | 42,82 | Q     |
| 4.   | 8    | Lengyelország (POL)      | Marika Popowicz-Drapała, Klaudia Adamek, Paulina Paluch, Pia Skrzyszowska                                          | 0,156    | 43,09 | SB    |
| 5.   | 2    | Brazília (BRA)           | Bruna Farias, Ana Cláudia Lemos, Vitória Cristina Rosa, Rosângela Santos                                           | 0,128    | 43,15 | SB    |
| 6.   | 4    | Nigéria (NGR)            | Oluwatobiloba Amusan, Nzubechi Grace Nwokocha, Patience Okon George, Ese Brume                                     | 0,164    | 43,25 |       |
| 7.   | 5    | Dánia (DEN)              | Mathilde Kramer, Astrid Glenner-Frandsen, Emma Beiter Bomme, Ida Karstoft                                          | 0,157    | 43,51 | NR    |
| 8.   | 9    | Trinidad és Tobago (TTO) | Khalifa St, Fort, Michelle-Lee Ahye, Kai Selvon, Kelly-Ann Baptiste                                                | 0,196    | 43,62 | SB    |

### Döntő
| Rank  | Lane | Nation                 | Competitors | Reaction | Time  | Notes |
| ----- | ---- | ---------------------- | --- | -------- | ----- | ----- |
| Arany | 8    | Jamaica (JAM)          | Briana Williams, Elaine Thompson-Herah, Shelly-Ann Fraser-Pryce, Shericka Jackson                                  | 0,188    | 41,02 | NR    |
| Ezüst | 6    | Egyesült Államok (USA) | Javianne Oliver, Teahna Daniels, Jenna Prandini, Gabrielle Thomas                                                  | 0,132    | 41,45 | SB    |
| Bronz | 5    | Nagy-Britannia (GBR)   | Asha Philip, Imani-Lara Lansiquot, Dina Asher-Smith, Daryll Neita                                                  | 0,121    | 41,88 |       |
| 4.    | 7    | Svájc (SUI)            | Riccarda Dietsche, Ajla Del Ponte, Mujinga Kambundji, Salomé Kora                                                  | 0,166    | 42,08 |       |
| 5.    | 4    | Németország (GER)      | Rebekka Haase, Alexandra Burghardt, Tatjana Pinto, Gina Lückenkemper                                               | 0,196    | 42,12 |       |
| 6.    | 9    | Kína (CHN)             | Liang Hsziao-csing (Liang Xiaojing), Go Man-csi (Ge Manqi), Huang Kuj-fen (Huang Guifen), Vej Jung-li (Wei Yongli) | 0,160    | 42,71 | SB    |
| 7.    | 3    | Franciaország (FRA)    | Carolle Zahi, Orlann Ombissa-Dzangue, Gémima Joseph, Cynthia Leduc                                                 | 0,146    | 42,89 |       |
|       | 2    | Hollandia (NED)        | Nadine Visser, Dafne Schippers, Marije van Hunenstijn, Naomi Sedney                                                | 0,148    | DNF   |       |